# Palacio de Gobierno de Sonora
El Palacio de Gobierno de Sonora, ubicado en el centro de la ciudad de Hermosillo, Sonora, es la sede del Poder Ejecutivo del Estado de Sonora. Fue inaugurado el 10 de septiembre de 1859 como edificio municipal. El edificio también es conocido por albergar una serie de murales y estatuas en el patio.

## Historia
Previo al palacio, había en esa ubicación un edificio que albergaba oficinas municipales; fue demolido para edificar el actual inmueble que fue inaugurado en 1859, sin embargo el reloj no fue colocado sino hasta el año de 1906. En 1948 la torre (originalmente de madera) sufrió un incendio y se reemplazó por una más pequeña, esta vez de concreto. También fue reemplazada la estructura de la cubierta de la planta alta por materiales más resistentes al fuego.

## Murales
El Palacio de Gobierno de Sonora tiene una serie de murales, tanto en los muros que enclaustran al patio en planta alta y baja, como en la envolvente de las escaleras.

### Planta baja
El mural es uno solo y se titula "El hombre de Sonora". Fue creado por Héctor Martínez Arteche y representa a los primeros pobladores que llegaron a Sonora y su evolución.

### Escaleras
El cubo que envuelve a la escalera está adornado con murales independientes al de Martínez Arteche en la planta baja. El mural de los muros laterales fue creado de 1982 a 1984 por Teresa Morán. Contiene imágenes características de Sonora como indígenas del pueblo seri y el pueblo yaqui y personas relevantes para la historia del Estado como Eusebio Francisco Kino, entre otros. El mural que está en el techo del cubo es obra de Enrique Estrada y representa una caja de cristal con estructura de cobre;

## Galería de imágenes
|                    |
| Escalera y murales |

|                                                             |
| Parte del mural y estatuas en el patio interior del Palacio |

|                                               |
| Detalle de los arcos en el acceso del Palacio |